# Neromia quieta
Neromia quieta là một loài bướm đêm trong họ Geometridae.